# RIM-161 Standard Missile 3
RIM-161 Standard Missile 3 (SM-3) — американська зенітна керована ракета класу «Стандарт» (англ. Standard Missile). Знаходиться на озброєнні ВМС США, встановлюється на крейсери та есмінці. Кінетична бойова частина має власний двигун. Наведення на ціль проводиться автоматично за допомогою матричної інфрачервоної головки самонаведення, що має високу роздільну здатність.
Розроблена на базі RIM-156 Standard, ракета призначена для знищення повітряних цілей, в тому числі балістичних ракет та боєголовок на заатмосферних висотах. Дані про ціль ракета може отримувати від бойової інформаційно-керуючої системи «Іджіс».
Вартість ракети коливається в діапазоні 9-24 млн доларів. Всього виробником, станом на 2012 рік, випущено більше 135 ракет. Розміщення ракет SM-3 морського та наземного базування в північній та південній Європі планується завершити до 2020 року.

## Конструкція
Ракета має триступеневу тандемну компоновку. Стартовий твердопаливний двигун Mk.72 виробництва компанії Aerojet (довжина 1,7 м, маса 700 кг, у тому числі 457 кг — паливо, 4 сопла), маршовий двохрежимний твердопаливний двигун Mk.104 (довжина 2,9 м, діаметр 0,35 м, маса 500 кг, з них 377 кг — паливо), та на третьому ступіні також твердопаливний двигун Mk.136 компанії ATK (час роботи двигуна 30 сек.), яка виводить кінетичний перехоплювач за межі атмосфери.
Кінетичний перехоплювач має власні двигуни для коригування польоту та матричну охолоджувальну інфрачервону ДБН. Цілі можуть виявлятися на дальностях до 300 км, а корекція траєкторії може становити до 3-5 км.

## Схема застосування
Ракета базується на бойових кораблях, оснащених системою AEGIS. Пошук та супровід цілей у верхніх шарах атмосфери і в космічному просторі забезпечує корабельний радар AN/SPY-1.
Виявивши ціль, радар AN/SPY-1 безперервно відстежує її, передаючи дані бойовій інформаційній системі AEGIS, яка дає команду на запуск ракети. Протиракета запускається за допомогою твердопаливного стартового прискорювача Aerojet Mk.72. Одразу ж після виходу з пускового блока ракета встановлює двосторонній канал цифрового зв'язку з кораблем-носієм та безперервно отримує від нього поправки по курсу. Поточне положення протиракети встановлюється з високою точністю за допомогою системи GPS.
Після завершення роботи прискорювача він відокремлюється, і починає діяти двохрежимний твердопаливний двигун другого ступеня Aerojet Mk.104. Двигун забезпечує підйом ракети через щільні шари атмосфери та вивід її на межу екзосфери. Протягом підйому ракета безперервно підтримує зв'язок з кораблем-носієм, який відстежує переміщення цілі і передає поправки до траєкторії польоту до ракети.
Після відокремлення другого ступеня, запускається двигун третього ступеня. Твердопаливний ATK Mk.136 працює короткими імпульсами, дозволяючи точно розрахувати та регулювати швидкість ракети. Двигун виводить протиракету на зустрічну траєкторію, та забезпечує набір достатньої швидкості для ураження цілі.
На кінцевій фазі польоту третій ступінь відокремлюється і екзоатмосферний малогабаритний перехоплювач (англ. Lightweight Exo-Atmospheric Projectile) починає самостійний пошук цілі за допомогою даних з корабля-носія та власної інфрачервоної головки самонаведення. Система космічного маневрування, розроблена «Aerojet», здійснює точне виведення перехоплювача на зустрічний курс. При зіткненні енергія удару перехоплювача становить 130 мегаджоулів, що еквівалентно детонації 31 кілограма тротилу та більш ніж достатньо для знищення будь-якої балістичної цілі.

## Застосування

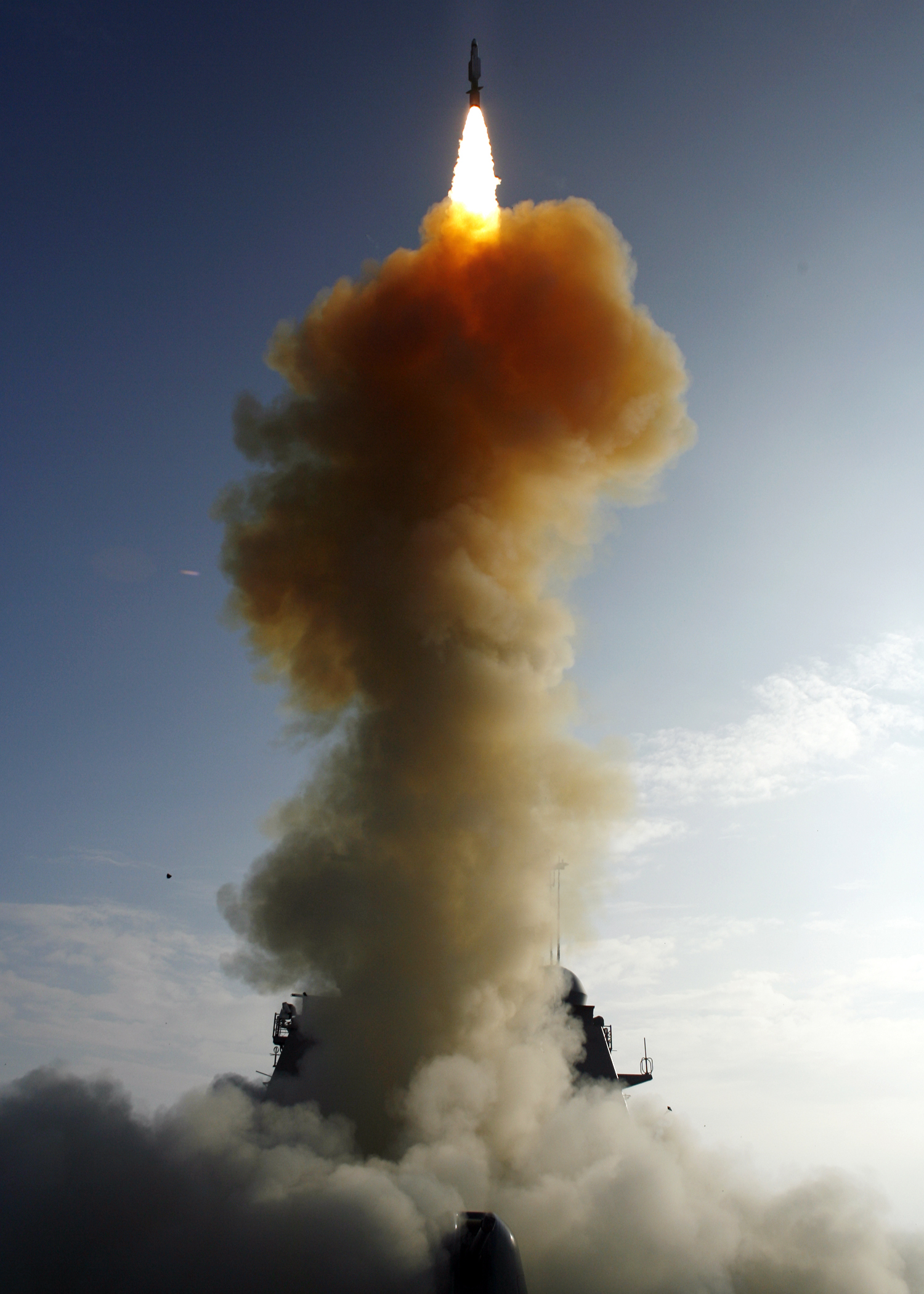
Запуск ракети SM-3, яка знищила супутник

11 грудня 2003 з есмінця USS Lake Erie була збита ціль на висоті 137 км при загальній швидкості зближення 3,7 км/сек, вся операція від виявлення до перехоплення зайняла 4 хвилини.
21 лютого 2008 ракета SM-3 була випущена з крейсера «Lake Erie» в Тихому океані та через три хвилини після старту поцілила розташований на висоті 247 кілометрів розвідувальний супутник USA-193, що рухався зі швидкістю 7580 м/с (27 300 км/г).

## Модифікації
- RIM-161A (SM-3 Block I)  — базова версія ракети, що використовувалась для відпрацювання концепції.
- RIM-161B (SM-3 Block IA) з системою Aegis BMD 3.6.1. — серійна ракета з зменшеною вартістю, оснащена модифікованою за результатами випробувань апаратурою управління.
- RIM-161C (SM-3 Block IB) з системою Aegis BMD 4.0.1 — модифікована версія ракети з двухдіапазонною інфрачервоною ДБН, підвищеними можливостями розподілу цілей, і модифікованим двигуном третього ступеня, що дозволяє ракеті більш ефективно вражати маневруючі цілі. Перше випробування відбулося в травні 2012 року. За припущеннями, подібні ракети можуть бути обрані для наземного розташування в Румунії.
- RIM-161D (SM-3 Block II) — поліпшена версія протиракети, у розробці. Де-факто являє собою повністю нову ракету, з діаметром 530 міліметрів. Ракета, за припущеннями, повинна мати більший радіус дії і вищу швидкість.
- SM-3 Block IIA — (абревіатура поки не присвоєна) версія протиракети з новим кінетичним перехоплювачем збільшених розмірів та новою сенсорною апаратурою з високими можливостями з відкидання помилкових цілей. Розроблена з метою забезпечення можливості флоту перехоплення міжконтинентальних балістичних ракет. Ймовірний час прийняття на озброєння — 2015 рік.

## На озброєнні
- США — станом на 2012 рік поставлено 129 ракет, використовується 104 (переважно у модифікаціях Block I/IA); до 2020 року планується поставити в загальній складності 678 ракет, кількість есмінців, здатних нести SM-3, при цьому зросте з 24 (2011 рік) до 32 одиниць[5].
- Японія
- Польща — Станом на березень 2013 року, Польща планує розмістити на своїй території «близько 24 SM-3 Block IIA»[12] у 2018 році[13] згідно третього етапу плану Розгортання системи протиракетної оборони НАТО.
- Румунія
- Туреччина

## Галерея

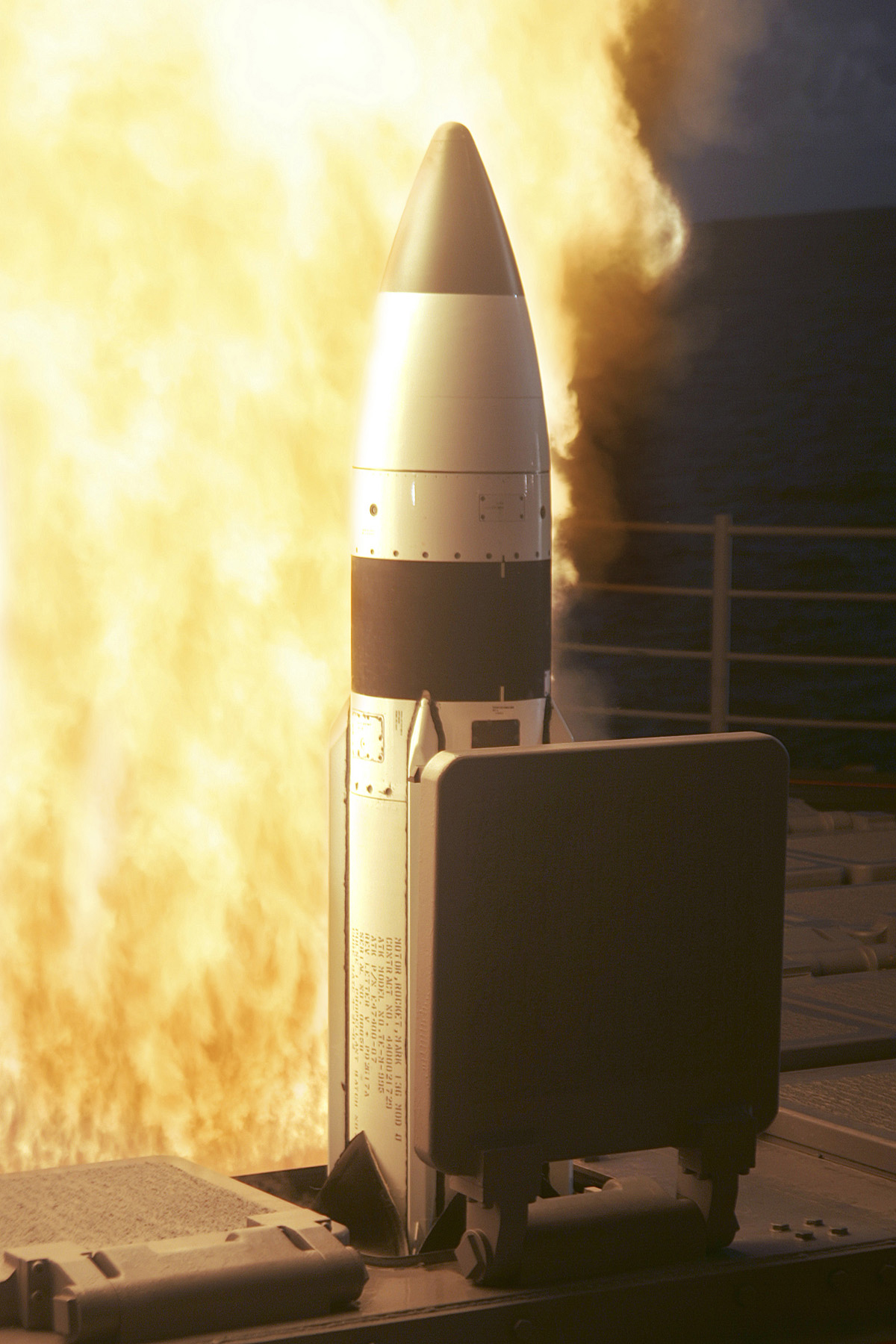
Запуск SM-3 з крейсеру USS Lake Erie, 2005
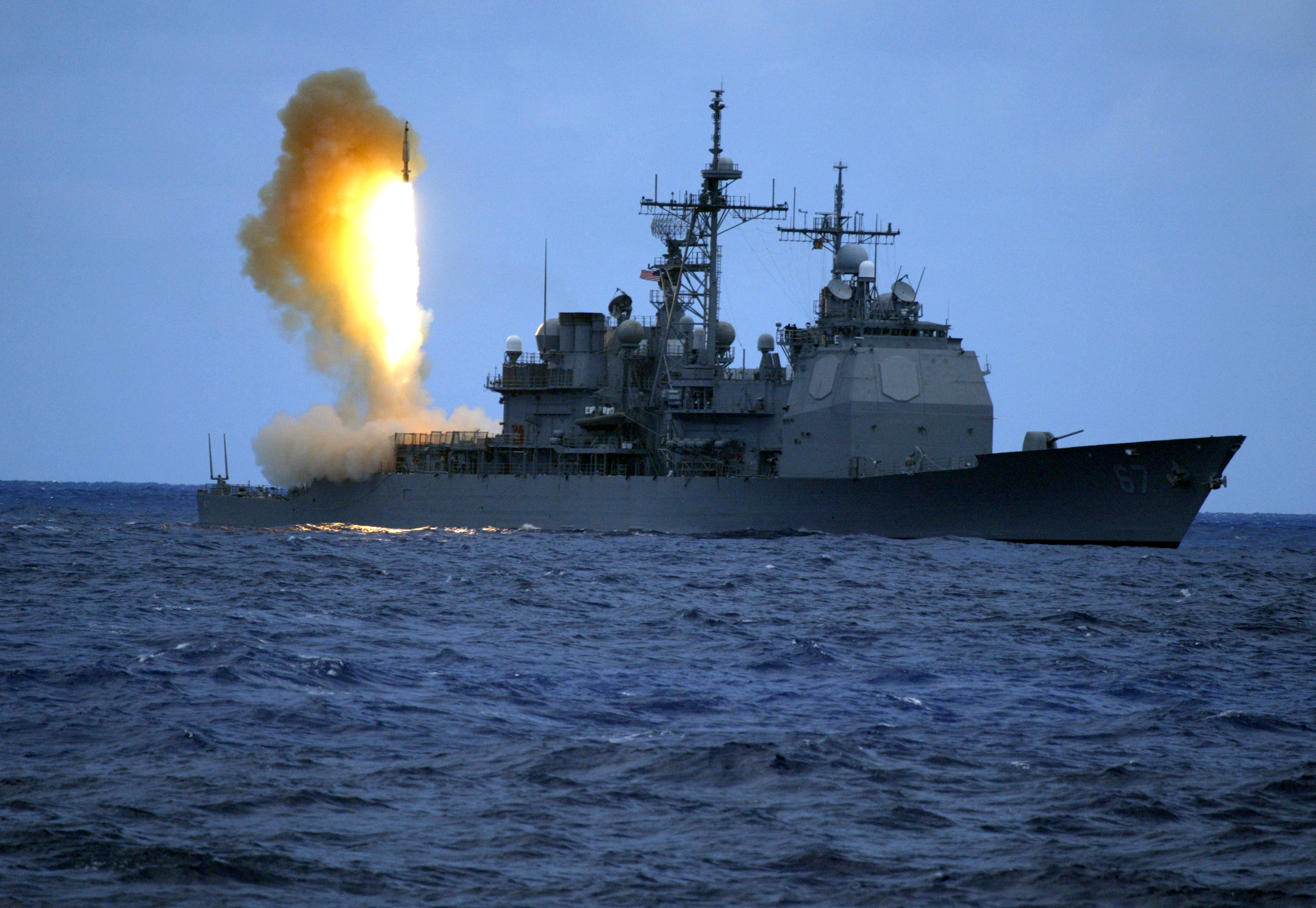
Запуск SM-3 з крейсеру USS Shiloh, 2006
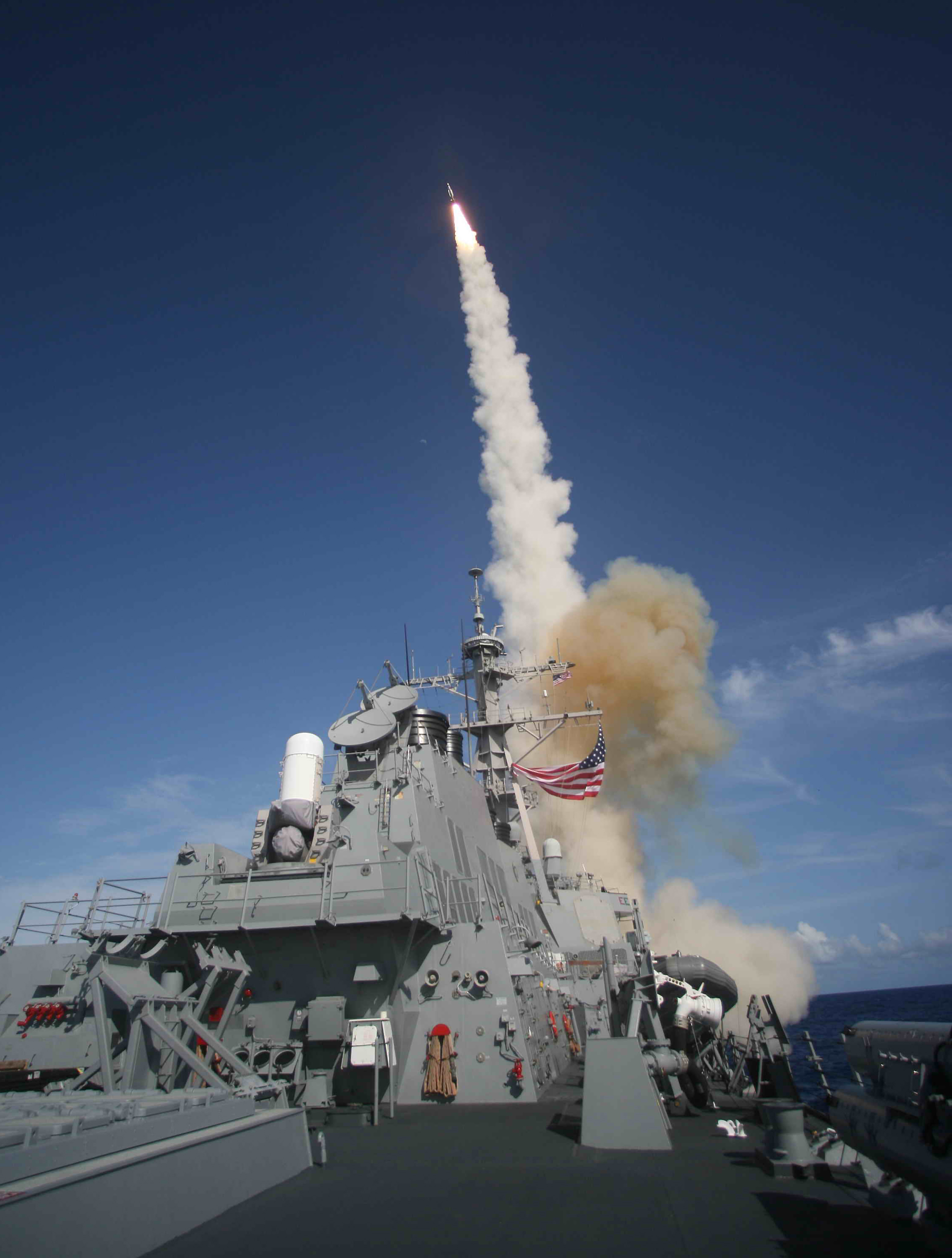
Запуск SM-3 з есмінця USS Decatur, 2007
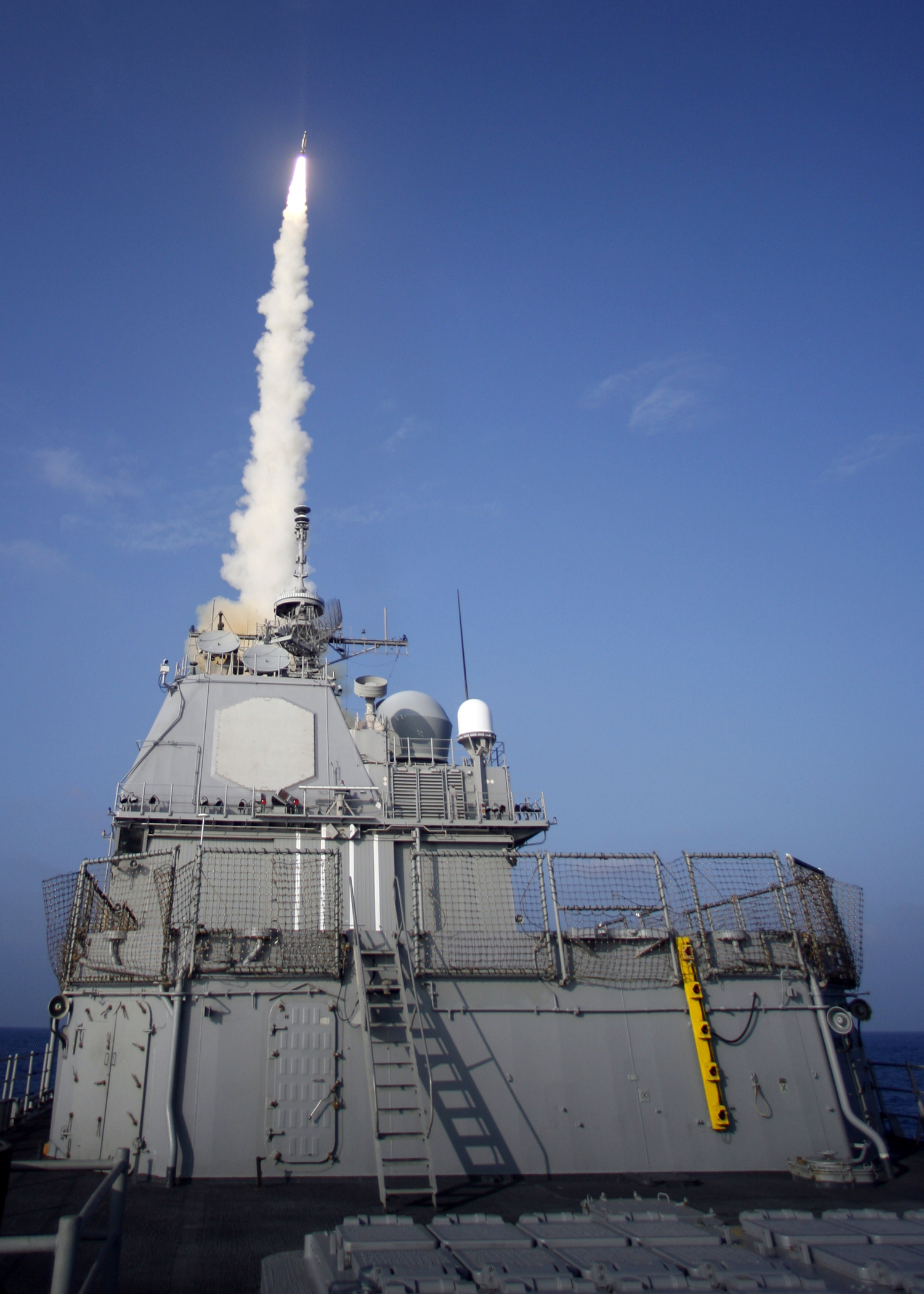
Запуск SM-3 з крейсеру USS Lake Erie, 2008